# Alanya
Alanya – miasto i dystrykt w południowej Turcji, w prowincji Antalya na Riwierze Tureckiej, nad Morzem Śródziemnym. Od strony lądu otoczona górami Taurus. Zlokalizowana na terenie starożytnej Pamfilii. Jeden z największych tureckich kurortów wypoczynkowych, usytuowany 135 km na wschód od Antalyi. Na południe od centrum miasta położony jest wysoki na blisko 250 metrów skalny cypel zamkowy. Cały cypel był twierdzą obronną z trzema wieżami.
Od 2013 r., w wyniku reformy terytorialnej, przeprowadzonej na mocy prawa metropolitalnego, granice administracyjne miasta Alanya pokrywają się z granicami dystryktu Alanya, w związku z czym w skład miasta Alanya wchodzą aż 102 jednostki osadnicze (dawne wsie) z 16 niegdysiejszych gmin. Według stanu na 31 grudnia 2021, obszar o powierzchni 1577 km² zamieszkuje 350 636 osób. Liczbę mieszkańców "właściwej" Alanyi (ścisłego miasta Alanya sprzed reformy z 2013 r.) szacuje się na 130–150 tys.

## Nazwy
Nazwa miasta zmieniała się gdy zmieniali się jego władcy. Najstarszą znaną nazwą Alanii jest łacińskie Coracesium lub greckie Korakesion, zaś w języku luwijskim Korakassa, co znaczy "Wystające Miasto". Za rządów Cesarstwa Bizantyjskiego miasto zyskało nazwę Kalonoros lub Kalon Oros, co po grecku oznacza "Piękna Góra". W XIII wieku, po zdobyciu miasta przez Turków Seldżuckich, Alaaddin Keykubat zmienił nazwę na Alaiye. W XIII i XIV wieku włoscy handlarze nazywali to miasto Candelore lub Cardelloro. W 1935 r. podczas swej wizyty, pierwszy prezydent Turcji Mustafa Kemal Atatürk nazwał miasto Alanya.

## Turystyka
W 1948 r. podczas budowy portu odkryto Jaskinię Damlataş, co zapoczątkowało napływ kuracjuszy. Jednak za początek turystyki w Alanyi przyjmuje się 1958 r., gdy otwarto tutaj pierwszy motel. Jej popularność znacznie wzrosła po powstaniu międzynarodowego portu lotniczego w Antalyi. Największy przełom w tej branży nastąpił na przełomie lat 80. i 90. XX wieku, gdy wybudowano wiele hoteli różnych kategorii, a miasto przybrało obecny kształt. Od tego czasu gospodarka Alanyi oparta jest przede wszystkim na branży turystycznej, choć ważną rolę pełni również rolnictwo (zwłaszcza na terenach w głębi lądu). Miasto posiada kilka piaszczystych publicznych plaż o łącznej długości 60 kilometrów, z których cztery znajdują się w centrum – dwie na zachód od cypla zamkowego: Plaża Kleopatry i Plaża Damlataş oraz dwie na wschód od niego: Plaża Kejkubada i Plaża Portakal. Wejścia na publiczne plaże oraz korzystanie z plażowych pryszniców są bezpłatne. Leżaki i parasole są odpłatne, lecz nieobowiązkowe. W centrum Alanyi, u podnóża cypla, zlokalizowany jest port turystyczny, a na zachód od centrum – otwarta w 2010 r. Marina Alanya. W 2017 r. oddano do użytku 900-metrową kolej linową Alanya Teleferik, łączącą niewielki park przy plaży (park "100 rocznicy urodzin Mustafy Kemala") i jaskini Damlataş z zamkiem na szczycie cypla. Niedaleko Jaskini Damlataş usytuowany jest wodny park rozrywki Damlataş Aqua Park, zaś w Türkler – Park Morski i Delfinarium Sealanya (największy tego typu obiekt w Europie).

## Zabytki
- Zamek w Alanii (tur. Alanya Kalesi) – seldżucka twierdza z XIII w.
- Czerwona Wieża (tur. Kızıl Kule) – zlokalizowana w porcie i zbudowana w 1226 r. budowla z czerwonej cegły o wysokości 33 m
- Tersane – doki w porcie, zbudowane w XIII w.

## Jaskinie
1. Jaskinie lądowe:
  - Damlataş – zlokalizowana u podnóża cypla zamkowego, z wejściem od strony plaży Kleopatry
  - Dim – zlokalizowana około 12 km na wschód od centrum Alanii
  - Kadiini – zlokalizowana 15 km na północny wschód od Alanii w Çatak
  - Hasbahçe – zlokalizowana w Hasbahce
2. Jaskinie morskie – zlokalizowane na zboczu cypla:
  - Korsanlar (pol. Piracka)
  - Aşıklar (pol. Zakochanych)
  - Fosforlu (pol. Fosforowa)

## Transport
Najbliższe lotniska obsługujące ruch turystyczny w okolicach Alanyi, zlokalizowane są w Gazipaşie i w Antalyi. Port lotniczy Gazipaşa (44 km na wschód od centrum Alanyi) jest stosunkowo niewielki i obsługuje zaledwie kilka kierunków. Zdecydowana większość podróżnych przybywa do Alanyi przez lotnisko w Antalyi (125 km na zachód od centrum Alanyi), drugi pod względem wielkości port lotniczy w Turcji.
Dworzec autokarowy w Alanyi usytuowany jest w zachodniej części centrum miasta, w pobliżu obwodnicy (tr. Çevre Yolu). Odjeżdżają z niego autokary do odległych miast Turcji, a na krótszych trasach kursują minibusy. Najczęściej odjeżdżają stąd autokary do Antalyi (trasa ok. 3 godziny) przez Manavgatu (1 godzina) oraz do Adany (9 godzin) przez Anamur (3,5 godziny), Silifke (6,5 godziny) i Mersinu (8 godzin). Z Alanyi można również pojechać autokarem do Ankary (10 godzin), Denizli – niedaleko Pamukkale (6,5 godziny), Göreme w Kapadocji (10 godzin), Konyi (5 godzin), Izmiru (9,5 godziny), Stambułu (15 godzin) oraz wielu innych miast.
Główna droga przelotowa, przebiegająca przez Alanyę to krajowa trasa D400, wiodąca z wybrzeża egejskiego na daleki wschód kraju. Odległość do leżącej na zachodzie Antalyi wynosi 135 km.

## Sport
Miasto jest siedzibą - założonego w 1948 r. – klubu piłkarskiego Alanyaspor, od 2011 r. rozgrywającego domowe spotkania na Bahçeşehir Okulları Stadyumu. Od sezonu 2016/17 drużyna ta występuje w Süper Lig. Oprócz niego w mieście-dystrykcie funkcjonuje kilka innych klubów piłkarskich (m.in. Alanya Kestelspor, Alanya Belediyespor, Konaklı Belediyespor, Mahmutlar Spor, Payallar Spor i kobiecy Alanya Demirspor), występujących w niższych klasach rozgrywkowych. Drugim ważnym obiektem piłkarskim w mieście jest - otwarty w 1990 r. - Alanya Millî Egemenlik Stadyumu (pol. Stadion Suwerenności Narodowej) o pojemności 1622 miejsc, zlokalizowany na osiedlu Cumhuriyet Mahallesi, przy Ahmet Tokuş Bulvarı, nadmorskiej alei wylotowej w kierunku Mahmutlar.
Oprócz drużyny piłkarskiej - założony w 1990 r. - wielosekcyjny Alanya Belediyespor prowadzi m.in. sekcje siatkówki mężczyzn i koszykówki kobiet (do 2002 r. występującej w tureckiej ekstraklasie). Od 2020 r. działa Alanya Alaaddin Keykubat Üniversitesi SK (klub piłki ręcznej mężczyzn). Domowym obiektem wszystkich tych zespołów jest Alanya Atatürk Spor Salonu o pojemności 1600 miejsc. W Alanyi istnieje również kryta pływalnia miejska Alanya Belediyesi Olimpik Yüzme Havuzu.
Wielokrotnie Alanya była miastem etapowym wyścigu kolarskiego Presidential Cycling Tour of Turkey.

## Miasta partnerskie
Stan na 2022-12-10.

- Borås
- Fushun
- Gladbeck
- Goa
- Keszthely
- Mahdia
- Murmańsk
- Nea Ionia
- Rovaniemi
- Szpindlerowy Młyn
- Talsi
- Troki
- Wodzisław Śląski
- Çatalca
- Geoagiu
- Nowy Sącz
- Oer-Erkenschwick
- Turek
- Zielenogorsk
- Diergaczi
- Wronki
- Silute
- Południowo-wschodni okręg administracyjny Moskwy